# Ministero della giustizia (Svezia)
Il Ministero della giustizia (in svedese: Justitiedepartementet) è il dicastero del governo svedese responsabile della gestione del sistema giudiziario, del supporto all'attività legislativa, dei tribunali e della polizia. Le sue aree di azione includono, tra le altre: asilo, lotta al terrorismo, prevenzione e lotta alla criminalità, protezione civile, diritto di famiglia, costituzione e integrità dei diritti, gestione delle crisi, migrazione, sicurezza giudiziaria e tribunali.
Nel 2007, con il nuovo governo di Fredrik Reinfeldt, le aree di integrazione degli immigrati, uguaglianza e parità di genere e sport sono state trasferite ad altri ministeri. Contemporaneamente, l'area delle questioni migratorie è stata inclusa nel Ministero della giustizia.
Questo ministero è guidato dal ministro della giustizia Gunnar Strömmer (Partito Moderato). Circa 400 persone lavorano nel ministero della giustizia svedese, di cui circa il 4% è nominato politicamente.

## Ministri del Ministero della giustizia
- Ministro della giustizia e dell'interno (Justitie- och inrikesminister)
- Ministro della migrazione e viceministro della giustizia (Migrationsminister och biträdande justitieminister)

## Agenzie governative del Ministero della giustizia
Il Ministero della giustizia svedese tutela, tra gli altri, le seguenti agenzie e dipartimenti:
- Agenzia nazionale per le migrazioni (Migrationsverket)
- Autorità nazionale per la prevenzione e la protezione sociale (Myndigheten för samhällsskydd och beredskap)
- Autorità di polizia nazionale (Polismyndigheten)
- Autorità elettorale nazionale (Valmyndigheten)
- Autorità nazionale per il crimine economico (Ekobrottsmyndigheten)
- Consiglio nazionale per i reclami dei consumatori (Allmänna reklamationsnämnden)
- Consiglio nazionale per la prevenzione della criminalità (Brottsförebyggande rådet, Brå)
- Consiglio nazionale per l'ispezione dei dati (Datainspektionen)